# Iransko-izraelska vojna
Iransko-izraelska vojna, včasih imenovana tudi Dvanajstdnevna vojna, je bil oboroženi spopad med Iranom in Izraelelom junija 2025. Konflikt se je začel 13. junija 2025, ko je Izrael v času vojne v Gazi nenadoma napadel ključne iranske vojaške in jedrske objekte. V prvih urah vojne so bili izvedeni ciljno usmerjeni atentati in poskusi atentatov na najvišje iranske vojaške voditelje, jedrske znanstvenike in politike, zračni napadi na jedrske in vojaške objekte ter uničenje iranske zračne obrambe. Med vojno je Izrael sprožil na stotine zračnih napadov. Iran se je odzval z izstrelitvijo raket na vojaške objekte in mesta v Izraelu, med drugim je uporabil čez 550 balističnih izstrelkov in več kot 1000 samomorilskih dronov. Hutiji so se v odgovor na izraelske napade prav tako odzvali z izstrelitvijo raket na Izrael. ZDA, ki so od začetka vojne branile Izrael s sestreljevanjem iranskih raket in brezpilotnikov, so 22. junija 2025 vstopile v spopad in z letali napadle tri iranske jedrske objekte. Iran je odgovoril z izstrelitvijo raket na vojaško bazo ZDA v Katarju. Izrael in Iran sta se 24. junija po vztrajanju ZDA dogovorila o prekinitvi ognja, potem ko je Iran pozval Katar, Saudovo Arabijo in Oman, naj pritisnejo na ameriškega predsednika Donalda Trumpa, naj uporabi svoj vpliv na Izrael in se dogovori za takojšnjo prekinitev ognja z Iranom.
Konflikt velja za zaostritev več desetletij dolgega sovraštva med državama, v katerem je Iran izpodbijal legitimnost Izraela in pozival k njegovemu uničenju, medtem ko je Izrael trdil, da Iran dejavno stremi k njegovemu uničenju ter iranski jedrski program označil za eksistencialno grožnjo. Leta 2015 je šest držav sklenilo jedrski sporazum JCPOA, da bi odpravile sankcije proti Iranu in zamrznile iranski jedrski program, a je leta 2018 ameriški predsednik Donald Trump ZDA enostransko umaknil iz sporazuma in ga razveljavil, nakar je Iran začel graditi zaloge obogatenega urana, Mednarodna agencija za jedrsko energijo (IAEA) pa je izgubila možnost nadzora nad iranskimi jedrskimi objekti. Med krizo na Bližnjem vzhodu, ki je sledila napadom 7. oktobra 2023 in vojni v Gazi, se je sovražnost stopnjevala do neposrednega spopada. Izrael je oslabil iranske posredne akterje, kot sta Hamas in Hezbolah, in začel načrtovati ukrepe proti Iranu. Državi sta si aprila in oktobra 2024 izmenjali udarce. Izraelski napadi junija 2025 so se začeli dan po izteku dvomesečnega roka, ki ga je ameriški predsednik Donald Trump določil za sklenitev sporazuma, ki bi Iranu preprečil razvoj jedrske bombe. Dan pred začetkom izraelskih napadov je Mednarodna agencija za jedrsko energijo (IAEA) prvič v 20 letih ugotovila, da Iran ne izpolnjuje svojih jedrskih obveznosti. Izrael je naslednji dan začel z napadi.
V izraelskih napadih v katerih so domnevno sodelovale diverzentne enote in agenti Mosada  je bilo ubitih več iranskih vojaških voditeljev, voditeljev Islamske revolucionarne garde (IRGC), vsaj 10 vodilnih jedrskih znanstvenikov, ranjenih in ubitih pa je bilo več kot 4870 civilistov. Med vojno je iranska vlada izklopila internet, v Izraelu se je poostrila cenzuro, razseljenih pa je bilo več deset tisoč iranskih civilistov. Ameriški in izraelski zračni napadi so poškodovali jedrski objekt Natanc, obrat za pretvorbo urana v Esfahanu in obrat za obogatitev goriva Fordov. Izrael je napadel tudi raketni kompleks v bližini Tabriza, podzemni raketni objekt v Kermanšahu in objekte IRGC v bližini Teherana in v Piranšarju, bolnišnico,, civiliste, stolpnice in večnadstropne stanovanjske enote.  V napadih je bila poškodovana tudi javna infrastruktura. Prvi val iranskega povračilnega udarca je vključeval okoli 100 raket in 100 brezpilotnikov. Ti in kasnejši povračilni napadi so zadeli vojaške in vladne objekte, ameriške interesne objekte, civilna stanovanja, univerzo in bolnišnico. V napadih je bilo ubitih 28 civilistov. Iranski jedrski objekti so bili močno poškodovani, vendar je po nekaterih poročilih Iranu morda uspelo evakuirati zaloge obogatenega urana, zaradi česar so IAEA in številni opazovalci sklepali, da je bil jedrski program države porinjen nazaj le za nekaj mesecev, čemur so drugi analitiki ter izraelski in zahodni uradniki nasprotovali. Iran je prekinil sodelovanje z IAEA.
Mednarodna komisija pravnikov in nekateri drugi strokovnjaki so izraelske napade označili za kršitev mednarodnega prava, vendar pa so drugi pravni strokovnjaki, kot je Michael N. Schmitt, trdili, da je preventivni napad v skladu z mednarodnim pravom morda zakonit. Združeni narodi in večina držav so izrazili globoko zaskrbljenost zaradi izraelskih napadov in pozvali k diplomatski rešitvi. Napade je obsodila večina držav z muslimansko večino in arabskih držav, vključno z Egiptom, Jordanijo, Pakistanom, in Turčijo. Izraelske napade so obsodile tudi Armenija, Brazilija, Kitajska, Kuba, Japonska, Rusija, in Južna Afrika. Medtem so Argentina, Nemčija, Ukrajina in Združene države Amerike dejale, da so bili napadi na Iran upravičeni za preprečevanje širjenja jedrskega orožja, in dejale, da bi se moral Iran nemudoma dogovoriti za jedrski sporazum. Zaradi vojne je Iran obtožil Azerbajdžan sodelovanja z Izraelom kljub njegovemu domnevnemu nevtralnemu statusu, vključno z domnevnim dovoljenjem Izraelu, da uporablja njegovo ozemlje za napade z droni, kar je še dodatno zaostrilo odnose med državama. Po iransko-izraelski vojni so ZDA začasno ustavile pošiljke orožja Ukrajini zaradi strahu, da so ameriške zaloge postale prenizke.

## Ozadje

### Odnosi med Iranom in Izraelom
Izrael je imel v času šahovske monarhije z Iranom tesne prijateljske odnose. Zahodne sile so leta 1941 v Iran namestile Mohameda Rezo Pahlavija, Združene države Amerike pa so leta 1957 postavile temelje iranskega jedrskega programa kot del programa »Atomi za mir« (angleško Atoms for Peace), ki ga je začel ameriški predsednik Eisenhower. Iran je bil med prvimi državami, ki so leta 1948 priznale pravico Izraela do obstoja in njegovo neodvisnost. Od iranske revolucije, ko je bila monarhija strmoglavljena in zamenjana s protizahodno teokratsko islamsko republiko pod vodstvom Ruholaha Homeinija, ki je prekinil sodelovanje z Izraelom in obsodil njegovo okupacijo palestinskih ozemelj, Iran Izraela ne priznava več kot legitimne države, njegovo uničenje pa je postalo državna doktrina. Sčasoma je Iran poskušal pridobiti podporo arabskih držav z vse večjim nasprotovanjem Izraelu, že leta podpira tudi islamistične milice, kot so Hezbolah, Hamas in Islamski džihad, v njihovem boju proti Izraelu. Po smrti Homeinija je vrhovni voditelj Irana postal Ali Hamenej, ki je Izrael označil za »rakav tumor« in pozval k njegovemu uničenju. Izrael iranski jedrski program obravnava kot eksistencialno grožnjo, saj se boji, da bo Iran razvil jedrsko orožje.
Teroristični napad Hamasa na Izrael 7. oktobra 2023 je imel pomemben vpliv na odnose med Izraelom in Iranom, saj je Iran eden glavnih financerjev, dobaviteljev orožja in ideoloških podpornikov Hamasa.
Leta 2024 sta se državi po desetletjih posrednih spopadov prvič odkrito in neposredno napadli. Aprila 2024 je bilo v izraelskem zračnem napadu na iranski konzulat v Damasku ubitih več iranskih častnikov. Iran se je aprila 2024 maščeval z napadi na Izrael, na kar se je Izrael odzval z napadi na Iran. Julija 2024 je Izrael v iranski prestolnici Teheranu atentiral vodjo Hamasa Ismaila Hanija, septembra 2024 pa v Libanonu vodjo Hezbolaha Hasana Nasrala in pomembnega poveljnika IRGC Abasa Nilforušana. Oktobra 2024 je Iran napadel Izrael, Izrael pa je napadel Iran. Slednji izraelski napadi so uničili iranski obrambni raketni sistem S-300, ki ga je dobavila Rusija, s čimer si je Izrael utrl pot za morebitne prihodnje napade.

### Iranski jedrski program
Izraelski premier Benjamin Netanjahu je kot razlog za preventivni napad Izraela na Iran navedel iranski jedrski program. Iran je večkrat zatrdil, da je njegov jedrski program namenjen izključno miroljubnim namenom in da nikoli ni nameraval razviti jedrskega orožja. Država je leta 1967 pod šahom Mohamedom Rezo Pahlavijem s pomočjo ZDA zagnala civilni jedrski program, po padcu monarhije pa je v 80. in 90. letih razvila tajni program jedrskega orožja z imenom projekt AMAD, ki je bil po ocenah ameriških obveščevalnih služb leta 2003 prekinjen. Leta 2002 so v Natancu odkrili tajni objekt za bogatenje urana. Nemčija, Francija in Velika Britanija so leta 2003 začele pogovore z Iranom, vendar so ti propadli po izvolitvi Mahmuda Ahmadinedžada leta 2005.
Ameriški predsednik Barack Obama in Iran sta leta 2009 prek Omana odprla diplomatski dialog. Kmalu zatem so odkrili računalniški virus Stuxnet, ki naj bi ga ZDA in Izrael v okviru operacije olimpijske igre razvili za motenje iranskih centrifug. Atentate iranskih jedrskih znanstvenikov v Teheranu od leta 2010 pripisujejo Izraelu.
Leta 2015 je Iran na Dunaju podpisal Skupni celoviti načrt ukrepanja (JCPOA), ki so ga izpogajali ameriški predsednik Barack Obama, Varnostni svet Združenih narodov in Nemčija, da bi omejili razvoj iranskega civilnega jedrskega programa. Potem ko je Izrael leta 2018 sporočil, da dokumenti, ukradeni Iranu, dokazujejo, da je Iran pred podpisom sporazuma prikril ključne podrobnosti svojega jedrskega programa, je ameriški predsednik Donald Trump prekinil sodelovanje ZDA v sporazumu in ponovno uvedel gospodarske sankcije proti Iranu, kljub poročilu Mednarodne agencije za jedrsko energijo (IAEA), da Iran sporazum spoštuje. Iran se je odzval s povečanjem obogatitve urana.
Po atentatu Kasema Solejmanija s strani ZDA leta 2020 je Iran izjavil, da ne bo več spoštoval omejitev obogatitve urana kakor jo določa JCPOA. Do leta 2021 je Iran obogatil uran do 60-odstotne čistosti, kar je podobno visoka stopnja kot jo ima uran, ki se uporablja za orožje. Marca 2025 je direktorica nacionalne obveščevalne službe ZDA Tulsi Gabbard izjavila, da obveščevalna skupnost ZDA »še naprej ocenjuje, da Iran ne razvija jedrskega orožja in da vrhovni vodja Hamenej ni odobril programa jedrskega orožja«. Aprila 2025 je Trump napovedal pogajanja med ZDA in Iranom o iranskem jedrskem programu. Bela hiša je razglasila, da ima Iran dva meseca časa za sklenitev sporazuma, ki je potekel dan pred izraelskimi napadi. Maja 2025 je IAEA poročala, da je Iran nakopičil 409 kg 60-odstotno čistega urana, kar je več, kot je potrebno za civilno uporabo, in blizu vojaški kakovosti. V odgovor je Iran napovedal izgradnjo tretjega jedrskega objekta za bogatitev urana, ki bo pod nadzorom IAEA. Iran vztraja, da ne stremi k jedrskemu orožju, Hamenej pa je večkrat poudaril, da obstaja fatva (pravno mnenje) proti razvoju jedrskega orožja.
Poveljnik Centralnega poveljstva Združenih držav (CENTCOM) Michael Kurilla je 10. junija 2025 opozoril, da bi Iran lahko »v približno enem tednu proizvedel prvih 25 kg [urana] za orožje in v treh tednih dovolj [urana] za do deset jedrskih orožij«, medtem ko sta analitika Daryl Kimball in Shawn Rostker komentirala, da je uran za orožje le »surovina« in da bi Iran potreboval »od nekaj mesecev do več kot enega leta ali več«, da bi izdelal »jedrsko napravo«, ki bi delovala kot orožje.
12. junija, dan pred izraelskimi napadi, je IAEA prvič v 20 letih ugotovila, da Iran ne izpolnjuje svojih jedrskih obveznosti. Generalni direktor IAEA Rafael Grossi je 17. junija v intervjuju za CNN izjavil, da IAEA »nima nobenih dokazov o sistematičnih prizadevanjih za prehod na jedrsko orožje«. Po izraelskem napadu je Iran začel postopek izstopa iz pogodbe o neširjenju jedrskega orožja, ki jo je ratificiral leta 1970. Iransko zunanje ministrstvo je izjavilo, da je resolucija IAEA, ki je razglasila, da Iran ne izpolnjuje svojih obveznosti iz NPT, »pripravila teren za napad«.

#### Iranski balistični program
Poleg iranskega jedrskega programa Izrael kot grožnjo obravnava tudi iranski program balističnih izstrelkov. Poročalo se je, da je Netanjahu menil, da Iran namerava proizvajati 300 balističnih izstrelkov na mesec, kar je obravnaval kot neposredno grožnjo izraelskim mestom.

### Osi upora
Izrael se je od libanonske vojne leta 1982 boril v vojnah z iranskimi posrednimi akterji, med drugim tudi proti Hezbolahu. V napadih 7. oktobra 2023 je Hamas, iranski posredni akter v Gazi, začel vojno v Gazi, po kateri je Izrael močno oslabil tako Hamas kot tudi iranskega zastopnika Hezbolah v Libanonu, hkrati pa napadel tudi Hutije v Jemnu. To naj bi oslabilo iransko odvračanje in povečalo iransko izolacijo.

### Neposredni uvod
12. junija 2025 je ABC News poročal, da Izrael razmišlja o vojaškem posegu proti Iranu. Po poročanju CBS News so ameriški uradniki izvedeli, da je Izrael »popolnoma pripravljen« na operacijo proti Iranu. Trumpova administracija naj bi razmišljala o možnostih podpore Izraelu, ne da bi vodila operacijo. Ameriško veleposlaništvo v Jeruzalemu je naslednji dan omejilo gibanje svojih uslužbencev, čeprav je Mike Huckabee, ameriški veleposlanik v Izraelu, dejal, da je malo verjetno, da bi Izrael napadel Iran brez odobritve Trumpove administracije. Pred zračnimi napadi je Izrael Trumpovi administraciji dejal, da ne bo napadel, ne da bi najprej obvestil ZDA. Trump je na predvečer napadov govoril z Netanjahuom in priznal, da je vnaprej vedel za načrtovane ukrepe Izraela. Uradniki britanskega zunanjega ministrstva in ministrstva za obrambo so bili seznanjeni z namero Izraela, da napade Iran, vendar ostaja nepotrjeno, ali je Izrael poslal uradno obvestilo. Po navedbah izraelskih uradnikov je izraelska vlada Trumpovo administracijo prosila, naj se jim pridruži in pomaga pri pripravah na napade. Desničarske osebnosti, vključno s Trumpovimi zavezniki, so izrazile dvom o izraelskih napadih in opozorile na možnost vojne med ZDA in Iranom.
V tednih pred izraelskimi napadi je bila izraelska vlada pod mednarodnim pritiskom zaradi visokega tveganja lakote v Gazi in ubijanja civilistov. Celo izraelski zavezniki v Evropi so postali kritični do lakote v Gazi, EU pa je napovedala, da bo ponovno preučila sporazum o prosti trgovini z Izraelom. Politologi so izjavili, da je napad na Iran odvrnil pozornost od izraelskih ukrepov v Gazi. Nesrine Malik je dejala, da je bil napad poskus Izraela, da bi Evropo, ki se je zaradi izraelskih dejanj v Gazi odtujila, spet pridobil na svojo stran. Izraelski odnosi z Iranom so bili dejavnik, ki je združeval levičarske in desničarske Izraelce. Dan pred napadom na Iran je Izrael uničil telekomunikacijsko infrastrukturo v Gazi in s tem prekinil komunikacijo med Gazo in ostankom sveta.

#### Izbira imena operacije
Ime operacije »Vzpenjajoči se lev« (hebrejsko מבצע עם כלביא, latinizirano: Mivtza Am kelavi) se nanaša na ponovno oživitev leva in sonca, ki sta bila simbol Irana in njegove zastave do islamske revolucije leta 1979. The Jerusalem Post je poročal, da je ime izpeljano iz biblijske 4. Mojzesove knjige (23,24): »Glej, kakor levinja vstaja ljudstvo in kakor lev se vzdiguje.«

### Napoved
Netanjahu je napovedal začetek operacije »Vzpenjajoči se lev«, ki je bila usmerjena v glavni iranski obrat za bogatitev urana v Natancu, iranske jedrske znanstvenike in dele iranskega programa balističnih izstrelkov. Iranska jedrska prizadevanja je opisal kot »jasno in neposredno nevarnost za samo preživetje Izraela« in poudaril, da s tem »branimo tudi naše arabske sosede« pred iransko agresijo. Dejal je, da se bo operacija nadaljevala »toliko dni, kolikor bo potrebno«.
V govoru, v katerem je napovedal napad, je Netanjahu dejal: »Že desetletja voditelji Teherana odprto pozivajo k uničenju Izraela. Svojo genocidno retoriko podpirajo z jedrskim programom.« Dejal je tudi, da je Izrael napadel, ker »če ga ne ustavimo, bi Iran lahko v zelo kratkem času proizvedel jedrsko orožje. To bi se lahko zgodilo v enem letu. Lahko bi se zgodilo v nekaj mesecih, v manj kot enem letu.« Po napadu je Netanjahu ponovil, da Izrael vojno vodi proti iranski vladi in ne proti njenemu ljudstvu.